# …and Oceans
«…and Oceans» — финская метал-группа сформированная в 1995 году вокалистом K-2T4-S, гитаристами de Monde и Neptune.
Стиль, в котором играет группа, достаточно сложно отнести к какой-либо определённой категории, ибо музыканты никогда не боялись экспериментировать со звуком, но в целом всё же это блэк-метал.

## История

### Период 1995—2000 гг.
Первое демо было записано в 1995 году под названием «Wave», состоящее из четырёх треков. Спустя некоторое время, в 1996 году была сделана вторая демозапись «Promo Tape», включающая два трека, после которого в коллективе произошли изменения в составе. К группе присоединился Mr. Oos, Anzhaar и Grief из финской группы Black Dawn также протянули руку помощи.
В 1997 году они посетили студию и записали их первое официальное демо «Mare Liberum», состоящее из четырёх треков, которое было выпущено на шведском лейбле «Defender Productions». Другие лейблы начали проявлять интерес к группе. …and Oceans решили подписать контракт на выпуск двух альбомов с французским лейблом «Season of Mist». В октябре 1997 года они заняли финскую студию «Tico Tico», известную по работе с такими коллективами, как Impaled Nazarene, Sentenced, Thy Serpent, Children of Bodom, Dolorian, Myriads и др., чтобы записать свой дебютный альбом.
Альбом был назван «The Dynamic Gallery of Thoughts», тексты композиций которого были написаны на четырёх языках: финском, шведском, английском и французском. Художественные работы для этого альбома, выпущенного в виде диджипак, были выполнены известным живописцем, тату-мастером и художником видеоигр Alf’ом Svensson’ом (экс-At The Gates).
Альбом получил огромный резонанс во всём мире. Его оценивали как один из самых лучших MBM дебютов. Стало ясно, что …and Oceans действительно принесли что-то новое для BM сцены, смешав самые быстрые, агрессивные моменты с величественными мелодиями способом, которым раньше никто этого не делал.
После дебюта им последовало несколько предложений для заключения контракта, но они решили продолжить работу с «Season of Mist».
Они оказались в студии «Tico Tico» снова, чтобы сделать запись первого альбома из серии «War», названного «…and Oceans versus Bloodthorn War Volume I». Данный сплит имел очень интересную, оригинальную концепцию, в соответствие с которой каждая из двух групп исполняет по две композиции и две кавер-версии на друг друга и стороннюю группу. Музыка …and Oceans характеризуется меняющимися скоростями, меланхоличной атмосферой и агрессивностью. Bloodthorn играют экстремальный, мелодичный симфо-блэк-метал. Альбом получает максимальные оценки во многих европейских журналах («Metallian» (6/6), «Aardshock» (88/100) и т. д.). После этой сессии звукозаписи Mr. Oos покинул группу, на смену ему пришёл Gaunt (Mika Aalto) из Rotten Sound.
Имя …and Oceans становится всё более известным и вне андеграунда. Группа не снижает темп: в ноябре 1998-го они снова в финской металлической святыне «Tico Tico», записывают продолжение «The Dynamic Gallery of Thoughts». В ходе этой сессии записи было несколько сюрпризов; шведы Puissance записали для этого альбома одну композицию («Stained»), что положило начало к рождению материала в стиле нойз-эмбиент для бонус-диска, который появился в студии довольно спонтанно. Этот бонус-диск был доступен в виде двойного диджипака ограниченным тиражом в 2000 экземпляров.
Планы на 1999 год включали в себя выпуск сплит-альбома с немецким блэк-коллективом Bluttaufe, съёмки короткого видео, массу концертов и продолжение их первого европейского турне в октябре — ноябре с их коллегами по лейблу — французами Aggressor и норвежцами Bloodthorn. В этом же году вышла двойная диджипак версия «The Symmetry of I — The Circle of O», включая обычный альбом и вышеупомянутый бонусный дарк-эмбиент диск.
Музыканты группы также участвуют в различных проектах, таких как Enochian Crescent, Black Dawn, Rotten Sound и др., чтобы наиболее полно выразить свой творческий потенциал и не зацикливаться на чём-то одном.
В 2000 году лейбл «Nocturnal Music» издаёт бокс-сет компиляцию «…and Oceans», состоящую из трёх LP.
В середине 2000 года группа подписывает контракт с немецким лейблом «Century Media».

### Период 2001—2005 гг.
Появление в 2001 году на свет альбома «Allotropic / Metamorphic — Genesis of Dimorphism» (более известным под аббревиатурой «A.M.G.O.D.») ознаменовало переломный момент в творчестве группы, перейдя от «симфонии» к «электронике».
К тому же произошла и смена логотипа группы. Авторство принадлежит Никласу Сундину (Dark Tranquillity), выступившего дизайнером данного альбома.
С 21 марта по 10 апреля 2001 года состоялось европейское турне в поддержку альбома вместе с такими группами, как Marduk, Mystic Circle, Behemoth и Dornenreich.
B 2002 году на лейбле «Century Media» выходит альбом «Cypher», ранее имеющий рабочее название «Insect Angels & Devil Worms». В этом альбоме …and Oceans продолжили эксперименты со звуком. Отличительной чертой является также то, что каждый трек имеет по три названия.

### Период 2017 — н. в.
В 2017 году часть музыкантов оригинального состава, не добившихся за прошедшие десятилетия успеха, сравнимого с нулевыми годами, объявили о воссоединении …and Oceans, и стали выступать на фестивалях, попутно работая над новым материалом.
Вскоре по личным причинам коллектив покинул вокалист Kena «Kenny» Strömsholm, взамен ему был приглашён Mathias Lillmåns из Finntroll и многих других проектов. Присоединились также новый клавишник и барабанщик.

## О названиях
Смена названий происходила, как правило, с изменением музыкального жанра.
Так с 1989-го по 1992 год группа носила название Festerday, которая выступала в жанре дэт-метал. Также в период с 1992-го по 1994 год коллектив выступал под другими малоизвестными названиями.
В 2005 году группа завершила своё существование и сменила название на Havoc Unit, вместе с музыкальным жанром — с блэк-метал на индастриал-метал.
В 2013 году коллектив вновь сменил жанр на дэт-метал и вернулся к раннему названию Festerday.
А с 2017 года стало известно о возрождении под старым названием …and Oceans, при том что Festerday продолжает существовать дальше.

## О псевдонимах
Мы всегда меняли наши псевдонимы в зависимости от нашего ментального настроя и внутреннего роста, но никогда не забывали наши настоящие имена.<…>А может просто искусственно придуманные псевдонимы потеряли свою ценность в наших глазах. В конце концов не важно, кто скрывается под вывеской «…and Oceans», гораздо важнее, что мы сами знаем, кто мы такие, чего стоим и не питаем ложных иллюзий, хотя иногда всё вокруг словно в тумане и так недоступно для разума.— отрывок из интервью вокалиста Kenny
- Псевдоним K-2T4-S является сокращением от Kenny Too Tight For Skin.

## Состав
Текущий состав:
- Mathias Lillmåns — вокал (с 2019) (Finntroll, Magenta Harvest)
- Timo Kontio (aka T, Tripster, Neptune, T.kunz) — гитара (1995—2005, с 2017) (O [Fin], Festerday, Magenta Harvest, Havoc Unit)
- Teemu Saari (aka de Monde, 7Even II) — гитара (1995, с 2017), бас-гитара (1996—2001) (O [Fin], Festerday)
- Pyry Hanski — бас-гитара (с 2020) (Gloria Morti, Trollheims Grott)
- Antti Simonen — клавишные (с 2018) (Morian)
- Kauko Kuusisalo — ударные (с 2018) (Gloria Morti, Gorephilia)

Бывшие участники:
- Kena Strömsholm (aka K-2T4-S, Killstar, Kenny, Jos.f) — вокал (1995—2005, 2017—2019) (Peacefrog, O [Fin], Festerday, Havoc Unit)
- Mr. Oos  — бас-гитара (1996—1998, 2017—2018)
- Jallu  — бас-гитара
- Mika Aalto (aka Q, Atomica, Gaunt, Heinr.ich) — бас-гитара (1999—2005, 2018—2019) (Black Dawn [Fin], Deathbound, Malev6, Rotten Sound, The True Black Dawn, Vomiturition, O [Fin], Havoc Unit)
- Petri Seikkula (aka Pete, Syphon) — гитара (2001—2005), бас-гитара (2019—2020) (Deathbound, The True Black Dawn, O [Fin])
- Jani Martikkala (aka Martex, Cauldron, Grief, Mr. Plaster) — ударные (1996—2001) (Black Dawn [Fin], Enochian Crescent, Nocturnal Feast, The True Black Dawn, Throes of Dawn, O [Fin])
- Janne Manninen (aka DJ Locomotive) — ударные (2001, 2017—2018) (MyGrain, Terrorwheel, Magenta Harvest)
- Sami Latva (aka Sa.myel) — ударные (2002—2005) (Coughdust, All in Me, Deathbound, Ghost Guard, Rotten Sound, O [Fin], Havoc Unit)
- Antti Pasala (aka Plasmaar, Anzhaar, Anti) — клавишные, программирование (1996—2005, 2017—2018) (Black Dawn [Fin], The True Black Dawn)
- Piia  — клавишные, скрипка

## Дискография
Под именем «…and Oceans»:
| Год  | Название                                                              | Тип                  | Лейбл                |
| 1995 | Wave                                                                  | демо                 | self-released        |
| 1996 | Promo Tape                                                            | демо                 | self-released        |
| 1997 | Mare Liberum                                                          | демо                 | Defender Productions |
| 1998 | The Dynamic Gallery of Thoughts                                       | альбом               | Season of Mist       |
| 1998 | War Volume I                                                          | сплит (с Bloodthorn) | Season of Mist       |
| 1999 | The Symmetry of I — The Circle of O                                   | альбом               | Season of Mist       |
| 2000 | …and Oceans                                                           | бокс-сет компиляция  | Nocturnal Music      |
| 2001 | mOrphogenesis                                                         | компиляция           | Nocturnal Music      |
| 2001 | Allotropic / Metamorphic — Genesis of Dimorphism                      | альбом               | Century Media        |
| 2002 | Cypher                                                                | альбом               | Century Media        |
| 2003 | The Dynamic Gallery of Thoughts / The Symmetry of I — The Circle of O | компиляция           | Century Media        |
| 2020 | Cosmic World Mother                                                   | альбом               | Season of Mist       |
| ---- | --------------------------------------------------------------------- | -------------------- | -------------------- |

Под именем «Festerday»:
- Demo I (demo, 1990)
- Demo II (demo, 1991)
- Festerday / Carnifex (split with Carnifex, 1991)
- Demo III (demo, 1992)
- The Four Stages of Decomposition (compilation, 2015)
- Festerday / TVE (split with Total Vomit Experience, 2017)
- Festerday / Cadaveric Incubator (split with Cadaveric Incubator, 2018)
- Defile, Deflesh, Devour (EP, 2018)
- Cadaveric Virginity (EP, 2018)
- Iihtallan (2019)

Под именем «Havoc Unit»:
- Havoc Unit / And Then You Die (split with And Then You Die, 2007)
- Synæsthesia — The Requiem Reveries (2007)
- Havoc Unit / …and Oceans (2007)
- h.IV+ (Hoarse Industrial Viremia) (2008)

## Видеография
| Год  | Название         | Лейбл          |
| 2003 | Debris           | Century Media  |
| 2003 | Fruits of Lunacy | Century Media  |
| 2020 | Five of Swords   | Season of Mist |
| ---- | ---------------- | -------------- |